# Liberty Seguros
 (septembre 2024).
Si vous disposez d'ouvrages ou d'articles de référence ou si vous connaissez des sites web de qualité traitant du thème abordé ici, merci de compléter l'article en donnant les références utiles à sa vérifiabilité et en les liant à la section « Notes et références ».

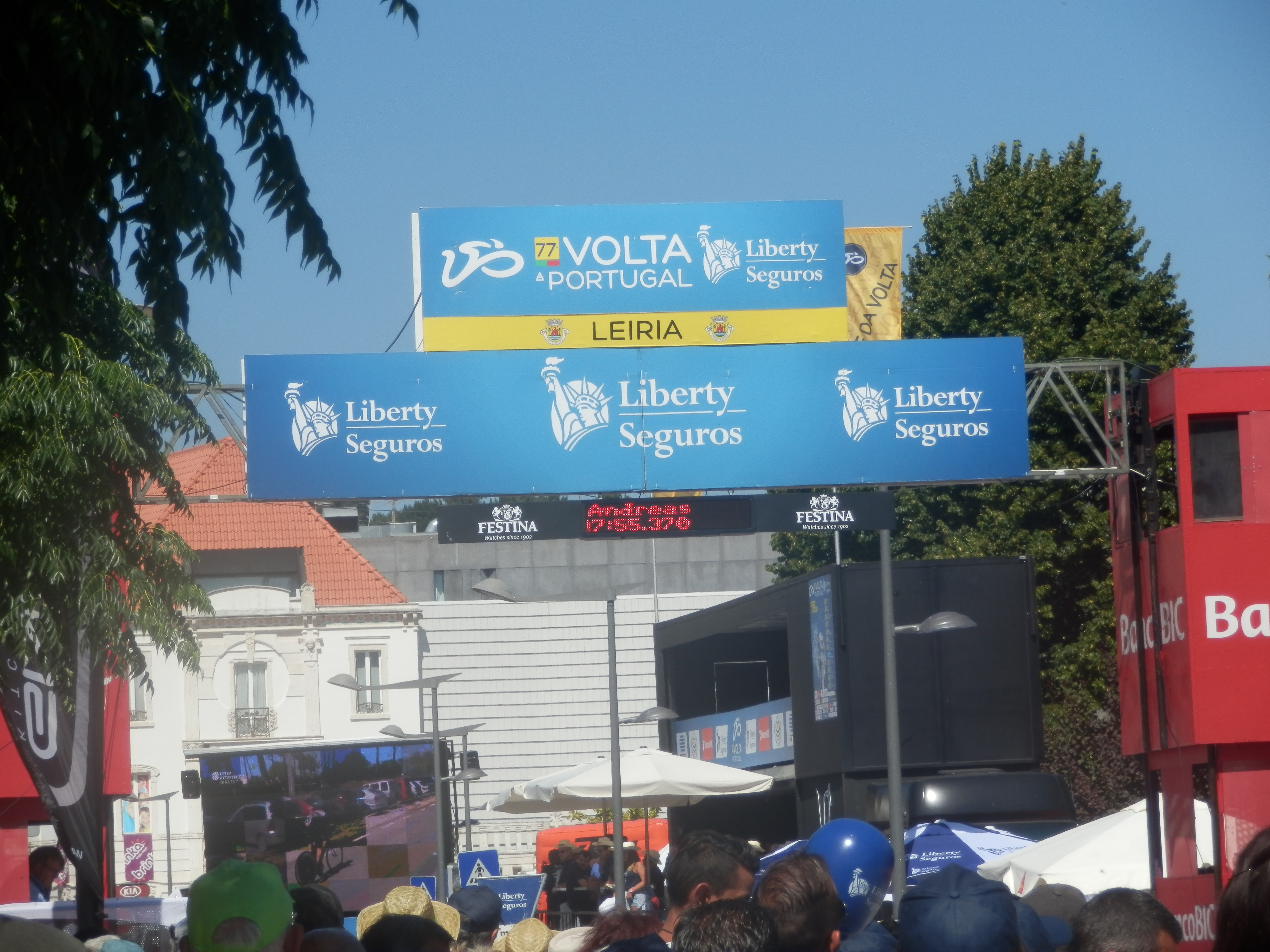
Ligne d'arrivée lors du Tour du Portugal 2015.

Liberty Seguros est une filiale du groupe d'assurance Liberty Mutual basé à Boston, principalement établie en Espagne, au Brésil ainsi qu'au Portugal. 
Liberty Seguros a en particulier été le mécène d'une équipe cycliste du ProTour, mais a abandonné son mécénat à la suite de l'affaire Puerto, une affaire de dopage qui impliquait son directeur sportif Manolo Saiz.
Elle a parrainé ensuite une équipe portugaise. Désormais Liberty Seguros finance une course cycliste qui porte son nom.
En 2023, Generali rachète Liberty Seguros pour 2,3 milliards d'euros, avec finalisation de l'opération en 2024.